# グレッグ・ジェフリア
グレッグ・ジェフリア（Gregg Giuffria、1951年7月28日 - ）は、アメリカのロック・ミュージシャン、実業家。AORバンド、エンジェル、ジェフリア、ハウス・オブ・ローズのキーボード奏者を務めた。

## 略歴
ジェフリアはミシシッピ州ガルフポート出身で、1969年に高校を卒業した。才能あるキーボード奏者で、テルスターズやフラワー・パワー（テューン・ケル・レーベルから数枚のシングルをリリース）を含むいくつかの地元バンドで演奏した後、アメリカ合衆国東海岸へと移った。そこで1974年末にエンジェルを結成。1981年にバンドが解散した後、ジェフリアはボーカリストのデイヴィッド・グレン・アイズレー、ギタリストのクレイグ・ゴールディ、ベーシストのチャック・ライト、ドラマーのアラン・クリガーとともに自身のバンドであるジェフリアを結成し、最初の同名アルバム（邦題『美伝説』）と、Billboard Hot 100でトップ20入りを果たした最初のシングル「コール・トゥ・ザ・ハート」により、ある程度の成功を収めた。バンドは1986年の次のアルバム『シルク&スティール』の商業的失敗を受けて解散した。
その後、ジェフリアはキッスのジーン・シモンズの協力を得てハウス・オブ・ローズを組織し、シモンズのレーベルと契約した。最初のアルバム『神々の舘』は 1988年にリリースされ、シングル「I Wanna Be Loved」でそこそこの商業的成功を収めた。しかし、バンドがツアーに乗り気ではなかったため、この成功は長続きしなかった。
グレッグは、カジノ・データ・システムズの事業開発担当副社長も務めた。リー・アイアコッカ（元クライスラーCEO）とアラン・ポールソン（ガルフストリーム・エアロスペース会長）は、フルハウス・リゾートを設立し、1996年から2000年までグレッグ・ジェフリアを社長兼COOに任命した。パートナーのロイ・アンダーソン三世とデヴィッド・ロスとともに、ビロクシ・ハード・ロック・ホテル・アンド・カジノの創設オーナーも務めている。グレッグは現在、ラスベガスに在住している。

## ディスコグラフィ

### エンジェル
- 『エンジェル (天使の美学)』 - Angel (1975年)
- 『ヘルヴァ・バンド (華麗なる貴公子)』 - Helluva Band (1976年)
- 『オン・アース・アズ・イット・イズ・イン・ヘヴン (舞踏への誘い)』 - On Earth as It Is in Heaven (1977年)
- 『ホワイト・ホット (天使の反逆)』 - White Hot (1978年)
- 『シンフル (甦った天使たち)』 - Sinful (1979年)
- 『ライヴ・ウィズアウト・ア・ネット』 - Live Without a Net (1980年)

### ジェフリア
- 『美伝説』 - Giuffria (1984年)
- 『シルク&スティール』 - Silk + Steel (1986年)

### ハウス・オブ・ローズ
- 『神々の舘』 - House of Lords (1988年)
- 『サハラ』 - Sahara (1990年)
- 『ディーモンズ・ダウン』 - Demons Down (1992年)
- 『ワールド・アップサイド・ダウン』 - World Upside Down (2006年)